# Glencore
Glencore plc er et britisk-schweizisk multinationalt mineselskab, udover minedrift drives råvarehandel samt olie- og gasselskab. Selskabet har flere hovedkontorer: Minedrift Baar i Schweiz, olie- og gas i London, registreret kontor i Jersey. Der udvindes mineraler som kobber, zink, kobolt, nikkel, kul og olie.
Det er imellem de største råvarehandelsvirksomheder i Verden, hvor de primært handler zink, kobber, korn og olie.
Virksomheden blev etableret i 1994 som et management buyout fra Marc Rich & Co., der blev etableret i 1974. Selskabet er børsnoteret på London Stock Exchange og JSE Limited.